# België op het wereldkampioenschap voetbal 1938
België was een van de deelnemende landen op het wereldkampioenschap voetbal 1938 in Frankrijk. Het was de derde keer dat het landentoernooi georganiseerd werd. De Engelsman Jack Butler nam als selectieheer voor de eerste keer deel aan het WK. België overleefde de eerste ronde niet.

## Kwalificatie
België maakte net als buurlanden Nederland en Luxemburg deel uit van Groep 9 van de kwalificatieronde. Net als in 1934 werkte België een thuis- en een uitwedstrijd af. Het team van bondscoach Jack Butler trok eerst naar Luxemburg. Het kleine voetballand kwam al na enkele minuten op voorsprong. Topschutter Bernard Voorhoof bracht België op gelijke hoogte, maar nog voor de rust keken de Belgen tegen een nieuwe achterstand aan: 2-1. Meteen na de pauze zetten François De Vries en aanvoerder Raymond Braine de scheve situatie recht. In enkele minuten tijd stond België 3-2 voor.
Met twee punten op zak was de laatste wedstrijd tussen België en Nederland overbodig geworden. Beide teams waren al zeker van deelname. De derby der Lage Landen eindigde op 1-1 na doelpunten van Henk van Spaandonck (0-1) en Hendrik "Rik" Isemborghs (1-1).

### Kwalificatieduels
| 13 maart 1938 | Luxemburg | 2 - 3 | België    |
| 3 april 1938  | België    | 1 - 1 | Nederland |

### Eindstand
| Land      | Wed | W | G | V | DV | DT | Ptn |
| --------- | --- | - | - | - | -- | -- | --- |
| Nederland | 2   | 1 | 1 | 0 | 5  | 1  | 3   |
| België    | 2   | 1 | 1 | 0 | 4  | 3  | 3   |
| Luxemburg | 2   | 0 | 0 | 2 | 2  | 7  | 0   |

## Het wereldkampioenschap
Ondanks de kandidatuur van Argentinië ging het derde WK door in Frankrijk. De Belgen van bondscoach Jack Butler, die acht spelers van landskampioen Beerschot AC in zijn selectie opnam, mochten het in de eerste ronde van de knock-outfase meteen opnemen tegen het gastland. Na een kwartier keken de Duivels al tegen een 2-0-achterstand aan. Rik Isemborghs zorgde nog in de eerste helft voor de aansluitingstreffer. Toen Jean Nicolas na 70 minuten zijn tweede doelpunt maakte, was het definitief afgelopen voor de Belgen. Net als 4 jaar eerder mocht België na reeds een wedstrijd naar huis. Het zou 16 jaar duren alvorens de Duivels zich nog eens wisten te plaatsen voor het WK.

### Technische staf
| Naam            | Functie    |
| --------------- | ---------- |
| Technische staf |            |
| Jack Butler     | Bondscoach |
| Hector Goetinck | Verzorger  |

### Selectie
| Naam                  | Wedstr. |   |   |   |   | Club                     |
| --------------------- | ------- | - | - | - | - | ------------------------ |
| Arnold Badjou         | 1       | 0 | 0 | 0 | 0 | Daring Club de Bruxelles |
| Robert Braet          | 0       | 0 | 0 | 0 | 0 | Cercle Brugge            |
| Raymond Braine        | 1       | 0 | 0 | 0 | 0 | Beerschot AC             |
| Fernand Buyle         | 1       | 0 | 0 | 0 | 0 | Daring Club de Bruxelles |
| Jean Capelle          | 0       | 0 | 0 | 0 | 0 | Standard Luik            |
| Arthur Ceuleers       | 0       | 0 | 0 | 0 | 0 | Beerschot AC             |
| Pierre Dalem          | 0       | 0 | 0 | 0 | 0 | Standard Luik            |
| Alfons De Winter      | 1       | 0 | 0 | 0 | 0 | Beerschot AC             |
| Jean Fievez           | 0       | 0 | 0 | 0 | 0 | White Star               |
| François Gommers      | 0       | 0 | 0 | 0 | 0 | Beerschot AC             |
| Paul Henry            | 0       | 0 | 0 | 0 | 0 | Daring Club de Bruxelles |
| Hendrik Isemborghs    | 1       | 1 | 0 | 0 | 0 | Beerschot AC             |
| Joseph Nelis          | 0       | 0 | 0 | 0 | 0 | Berchem Sport            |
| Robert Paverick       | 1       | 0 | 0 | 0 | 0 | Antwerp FC               |
| Jean Petit            | 0       | 0 | 0 | 0 | 0 | Standard Luik            |
| Corneel Seys          | 1       | 0 | 0 | 0 | 0 | Beerschot AC             |
| Philibert Smellinckx  | 0       | 0 | 0 | 0 | 0 | Union Saint-Gilloise     |
| Emile Stijnen         | 1       | 0 | 0 | 0 | 0 | Olympic Charleroi        |
| John Van Alphen       | 1       | 0 | 0 | 0 | 0 | Beerschot AC             |
| Charles Vanden Wouwer | 1       | 0 | 0 | 0 | 0 | Beerschot AC             |
| André Vandeweyer      | 0       | 0 | 0 | 0 | 0 | Union Saint-Gilloise     |
| Bernard Voorhoof      | 1       | 0 | 0 | 0 | 0 | Lierse SK                |

### Wedstrijden

#### Knock-outfase
|                         |                              |       |                | |
| 5 juni 1938 18:00 UTC+1 | Frankrijk                    | 3 – 1 | België         | Stade olympique Yves-du-Manoir, Colombes Toeschouwers: 30.454 Scheidsrechter: Hans Wüthrich (Zwitserland) |
| 5 juni 1938 18:00 UTC+1 | Veinante 4' Nicolas 16', 69' |       | 38' Isemborghs | Stade olympique Yves-du-Manoir, Colombes Toeschouwers: 30.454 Scheidsrechter: Hans Wüthrich (Zwitserland) |

| Frankrijk | België |

| Frankrijk:     |                  |
|                |                  |
| GK             | Laurent Di Lorto |
| DF             | Hector Cazenave  |
| DF             | Étienne Mattler  |
| MF             | Jean Bastien     |
| MF             | Gusti Jordan     |
| MF             | Raoul Diagne     |
| FW             | Alfred Aston     |
| FW             | Oscar Heisserer  |
| FW             | Jean Nicolas     |
| FW             | Edmond Delfour   |
| FW             | Émile Veinante   |
| Coach:         |                  |
| Gaston Barreau |                  |

| België:     |                       |
|             |                       |
| GK          | André Vandeweyer      |
| DF          | Robert Paverick       |
| DF          | Corneel Seys          |
| MF          | John Van Alphen       |
| MF          | Emile Stijnen         |
| MF          | Alfons De Winter      |
| FW          | Charles Vanden Wouwer |
| FW          | Bernard Voorhoof      |
| FW          | Hendrik Isemborghs    |
| FW          | Raymond Braine        |
| FW          | Fernand Buyle         |
| Coach:      |                       |
| Jack Butler |                       |

KBVB · A-internationals · Selecties · Statistieken · Bondscoaches · Belgisch vrouwenelftal · Olympisch elftal · België U21 · België U20 · België U19 · België U18 · België U17 · België U16 · Vrouwen U19 · Vrouwen U17
Albanië ·
Algerije ·
Andorra ·
Argentinië ·
Armenië ·
Australië ·
Azerbeidzjan ·
Bosnië en Herzegovina · 
Brazilië ·
Bulgarije ·
Burkina Faso ·
Canada ·
Chili ·
Colombia ·
Costa Rica ·
Cyprus ·
DDR ·
Denemarken ·
Duitsland ·
Egypte ·
El Salvador ·
Engeland ·
Estland ·
Faeröer ·
Finland ·
Frankrijk ·
Gabon ·
Gibraltar ·
Griekenland ·
Hongarije ·
Ierland ·
IJsland ·
Irak ·
Israël ·
Italië ·
Ivoorkust ·
Japan ·
Joegoslavië ·
Kazachstan ·
Kroatië · 
Letland ·
Litouwen ·
Luxemburg ·
Malta ·
Marokko ·
Mexico ·
Montenegro · 
Nederland ·
Noord-Ierland ·
Noord-Macedonië ·
Noorwegen ·
Oekraïne ·
Oostenrijk ·
Panama · 
Paraguay ·
Peru ·
Polen ·
Portugal ·
Qatar ·
Roemenië ·
Rusland ·
San Marino ·
Saoedi-Arabië ·
Schotland ·
Servië ·
Servië en Montenegro ·
Slovenië ·
Slowakije ·
Sovjet-Unie ·
Spanje ·
Tsjechië ·
Tsjecho-Slowakije ·
Tunesië · 
Turkije · 
Uruguay · 
Verenigde Staten · 
Wales · 
Wit-Rusland ·
Zambia · 
Zuid-Korea · 
Zweden · 
Zwitserland
Algerije (2014) ·
Argentinië (2014) · 
Brazilië (2018) · 
Canada (2022) · 
Denemarken (2021) · 
Engeland (2018, 1) · 
Engeland (2018, 2) · 
Finland (2021) · 
Frankrijk (1904) ·
Frankrijk (2018) · 
Ierland (2016) · 
Italië (2016) · 
Italië (2021) · 
Japan (2018) · 
Kroatië (2022) · 
Marokko (2022) · 
Nederland (1985) · 
Panama (2018) ·
Polen (1982) · 
Portugal (2021) · 
Rusland (2014) · 
Rusland (2021) · 
Sovjet-Unie (1982) · 
Tunesië (2018) · 
Verenigde Staten (2014) ·
West-Duitsland (1980) · 
Zuid-Korea (2014)